# Jaltomata darcyana
Jaltomata darcyana ist eine Pflanzenart aus der Gattung Jaltomata in der Familie der Nachtschattengewächse (Solanaceae). 

## Beschreibung

### Vegetative Merkmale
Jaltomata darcyana ist eine krautige Pflanze mit einer Höhe von bis zu 1 (selten bis 1,5) Meter. Die Stängel sind hohl, grün bis purpurn und auffallend mit vier oder fünf erhöhten Längskanten gewinkelt. An der Basis der Pflanze können die Stängel einen Durchmesser von bis zu 2,5 Zentimetern erreichen. Die Laubblätter sind wechselständig, oftmals paarweise. Die Blattspreite ist etwas ledrig, elliptisch, der untere Teil keilförmig, nach vorn meist zugespitzt und bis zu 30 Zentimeter lang. Das Verhältnis von Breite zu Länge beträgt 1:1,5 bis 1:1,8. Beide Blattflächen sind unbehaart und glänzend. Der Blattrand ist ganzrandig oder nahezu ganzrandig und an jungen Blättern spärlich mit bis zu 0,1 Millimeter langen Trichomen bewimpert. Die Blattstiele werden bis zu 2,5 Zentimeter lang.

### Blütenstände und Blüten
Die Blütenstände sind Dolden aus bis zu 23 Blüten. Sie stehen in den Blattachseln oder in den Verzweigungen der Sprossachse. Die Blütenstandsstiele sind bis zu 2,1 Zentimeter lang, die Blütenstiele bis zu 2,3 Zentimeter. Sie sind grün, unbehaart und mit erhabenen Längskanten. Während der Blütezeit ist der Kelch grün gefärbt, ist 5,2 bis 7,4 Millimeter lang und misst 12 bis 14 Millimeter im Durchmesser. Die Achse der Kelchblätter ist erhaben, nahe der Spitze stehen ein- bis dreizellige Trichome mit einer Länge von 38 bis 138 Mikrometer. Auf der Außenseite des Kelchs befinden sich reichlich 60 bis 75 Millimeter lange, gestielte Drüsen. Zur Fruchtreife vergrößert sich der Kelch auf einen Durchmesser von bis zu 26 Millimeter, ist sternförmig, grün, eben oder leicht zurückgebogen und verdeckt die Frucht nicht. Die Krone ist radförmig, hellgrün mit dunkelgrünen Flecken, die in der Gesamtheit einen sternförmigen Umriss haben. Sie hat meist einen Durchmesser von 17 bis 20 Millimeter, kann in kultivierten Exemplaren bis zu 25 Millimeter groß werden. Der Rand der Krone ist mit bis zu 190 Mikrometer langen Trichomen bewimpert. Auf der Innenseite befinden sich dicht stehende, aufrechte, drüsenspitzige Trichome aus (selten vier) fünf bis sechs Zellen mit einer Länge von 210 bis 290 Mikrometer. Die Außenseite ist mit gestielten Drüsen mit einer Länge von 70 bis 80 Mikrometer behaart.
Die Staubfäden sind gerade oder nahezu gerade und nahezu unbehaart. Nur an der Basis stehen einige farblose Trichome mit einer Länge von bis zu 0,3 Millimeter. Die Staubbeutel sind 1,4 bis 1,9 Millimeter lang, messen 1,0 bis 1,8 Millimeter im Durchmesser und sind gelb gefärbt. Die Pollenkörner haben einen Durchmesser von 25 bis 27,5 Mikrometer, pro Blüte wurden 74000 bis 149000 Pollenkörner gezählt. Im Gegensatz zu den verwandten Arten Jaltomata procumbens und  Jaltomata repandidentata öffnen sich die Staubbeutel bereits am ersten Tag der Blütezeit. Der Fruchtknoten ist dunkelgrün und wird an der Basis von einem cremefarbenen bis hell orangen Blütenboden umgeben. Pro Fruchtknotenfach werden etwa 158 bis 168 Samenanlagen gebildet. Der Griffel ist 4,2 bis 5,1 Millimeter lang und gebogen, so dass die Narbe zur Seite weist. Die Narbe selbst ist grün, köpfchenförmig und mit einer schwachen Rinne in der Mitte versehen. An Herbarexemplaren reicht ihre Größe von 0,33 bis 0,51 Millimeter. Am Übergang zwischen Krone und Androeceum sammeln sich farblose Nektartropfen.

### Früchte und Samen
Die Früchte sind blau-schwarze, nahezu kugelförmige Beeren mit einem Durchmesser von 14 Millimeter. Die Samen sind nahezu eiförmig.

## Verbreitung und Standorte
Die Art wächst entlang der Pazifikküste der Nicoya-Halbinsel in Costa Rica in Höhenlagen zwischen 0 und 320 Meter an zeitweise trockenen Standorten.

## Nachweise
- Thomas Mione und Leon Yacher: Jaltomata (Solanaceae) of Costa Rica. In: R. C. Keating, V. C. Hollowell und T. B. Croat (Hrsg.): A Festschrift for William G. D'Arcy, The Legacy of a Taxonomist. Monographs in Systematic Botany from the Missouri Botanical Garden Press, Band 104. 2005. S. 117–130.